# Наші матері, наші батьки
Наші матері, наші батьки (нім. Unsere Mütter, unsere Väter) — німецький трьохсерійний телевізійний фільм, прем'єрний показ якого відбувся 17 березня 2013 року на телеканалах ZDF і ORF. У картині розкрито події Другої світової війни очима п'ятьох молодих німців.

## Нагороди
- Міжнародна премія «Еммі» (2014)